# Gajnik (Góry Bardzkie)
Gajnik (niem. Hain-Koppe, 747 m n.p.m.) – wzniesienie w południowo-zachodniej Polsce, w paśmie Gór Bardzkich, w Sudetach Środkowych.

## Położenie
Wzniesienie położone jest w Sudetach Środkowych, w środkowej części Grzbietu Wschodniego Gór Bardzkich, na grzbiecie odchodzącym od Kłodzkiej Góry w kierunku północno–zachodnim. Wznosi się około 5,3 km na południe od centrum Barda.

## Charakterystyka
Wzniesienie o niewyraźnie zaznaczonym wierzchołku, wyrasta na południowy wschód od Ostrej Góry, w postaci małego, wydłużonego grzbietu o stromo opadających południowo-wschodnich i północno-zachodnich zboczach. Zbudowane jest z dolnokarbońskich szarogłazów i łupków ilastych, miejscami przechodzących w mułowce, należących do struktury bardzkiej.
Wznosi się w masywie Ostrej Góry, na północ od niej, jako niższa, słabo zaznaczona kulminacja, w długim, głównym ramieniu Grzbietu Wschodniego, ciągnącym się od Kłodzkiej Góry w stronę Przełęczy Łaszczowej. Położenie góry między Ostrą Górą i wzniesieniem Szeroka, oraz mało wyniesiony wierzchołek, czynią górę trudno rozpoznawalną w terenie.
Cały szczyt i zbocza porastają rozległe lasy głównie świerkowe i świerkowo-bukowe, z domieszką innych gatunków drzew liściastych. Wschodnim i zachodnim zboczem poniżej szczytu przebiegają leśne dróżki. Zbocze północno-zachodnie nosi nazwę Przedniego Wądołu.
Na północ od szczytu położona jest miejscowość Bardo.

## Ciekawostki
- W epoce lodowcowej należało do wierzchołków Gór Bardzkich, które w okresie zlodowacenia środkowopolskiego nie były pokryte lądolodem, wystając ponad jego powierzchnię jako nunatak.
- Przez szczyt góry przebiega granica administracyjna między powiatem kłodzkim i ząbkowickim.
- Na południowy wschód od szczytu wzdłuż grzbietu leżą trzy stare kamienne słupki graniczne z 1786 r. sygnowane H.W. i S.C.[1]

## Turystyka
Przez szczyt wzniesienia prowadzi szlak turystyczny:
- – niebieski z Barda przez Kłodzką Górę  na Przełęcz Kłodzką i dalej[1].